# Dia da Independência dos Estados Unidos

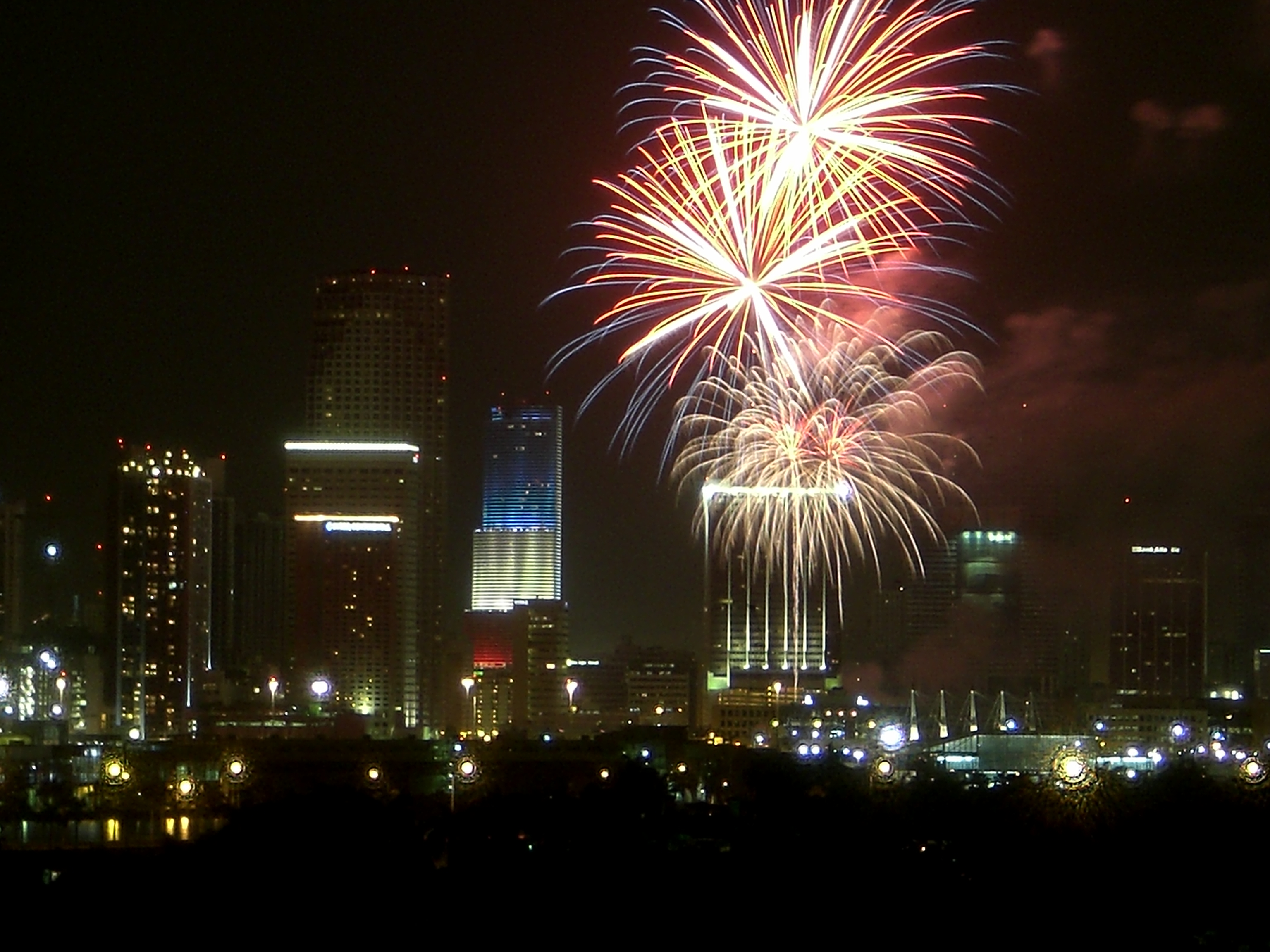
Fogos de artifício usados na comemoração do 4 de Julho na cidade de Miami.

O Dia da Independência dos Estados Unidos (em inglês: Independence Day of The Fourth of July) é um feriado nacional que celebra o dia 4 de julho nos Estados Unidos. Esse dia marca a Declaração de Independência de 1776, ano em que as Treze Colônias declararam a separação formal do Império Britânico. O Dia da Independência é o feriado mais festejado dos Estados Unidos e tem forte influência sobre a cultura americana em geral, tendo sido retratado nos mais diversos veículos de mídia. O Dia da Independência é igualmente o dia nacional dos Estados Unidos.

## Antecedentes
Durante a Revolução Americana, a separação legal das Treze Colônias do Reino Unido da Grã-Bretanha ocorreu em 2 de julho de 1776, quando o Segundo Congresso Continental aprovou uma resolução de independência proposta por Richard Henry Lee, da Virgínia, declarando a independência dos Estados Unidos do domínio britânico. Após votar pela independência das colônias, o Congresso passou a elaborar uma Declaração de Independência, de forma a conceber um documento legal expondo a decisão e o voto do órgão. O Congresso debateu e revisou a Declaração e a aprovou em 4 de julho. No dia anterior, John Adams havia escrito a sua esposa, Abigail:
O segundo dia de Julho de 1776 será o mais memorável da história da América. Eu estou a ponto de crer que será celebrado nas gerações vindouras como o maior festival comemorativo. Esta data deveria ser comemorada como o dia da libertação, através de atos solenes de devoção ao Deus Todo-Poderoso. Esta data deveria ser solenizada com pompa e paradas, com demonstrações, jogos, esportes, salvas, sinos, fogareiros e fogos, de um lado a outro deste continente, de agora para sempre.
Adams equivocou-se por dias. Desde a independência, os Estados Unidos celebram o dia nacional em 4 de julho, a data da publicação da Declaração de Independência; em detrimento de 2 de julho, a data em que a resolução foi aprovada pelo Congresso.
Estudiosos do assunto têm debatido sobre a publicação da Declaração de Independência, apesar de Thomas Jefferson, John Adams e Benjamin Franklin terem escrito posteriormente sobre a data original. A maioria dos historiadores concluem e aceita que a Declaração teria sido assinada cerca de um mês após sua aprovação, em 2 de agosto de 1776, e não em 4 de julho como comumente creditado.